# Luther Ingram
Luther Thomas Ingram (Jackson, Tennessee, 1937. november 30. – Belleville, Illinois, 2007. március 19.) R&B soul énekes és zeneszerző volt.
Tennessee állambeli Jacksonban született. Dalai a pop és az R&B listákra is felkerültek, bár egy lemezkiadó társaságnak, a Koko Recordsnak dolgozott. Ez saját menedzserének és producerének, Jogny Baylornak a tulajdonában álló vállalat. Kokonak és Baylornak közeli kapcsolatai voltak a memphisi székhelyű Stax Records-szal.
Ingram legismertebb számát, az (If Loving You Is Wrong) I Don't Want to Be Right címűt, Homer Banks, Carl Hampton és Raymond Jackson írta. Ez a szám első helyezést ért el a Billboard R&B listáján, és a kiadók listáján, a Hot 100-on harmadik lett. (Később, 1972-ben Miller Jackson és Barbara Mandrell nagy sikerrel újraénekelte. A sikeres számaihoz tartozik ezen felül az "Ain't That Loving You (For More Reasons Than One)" és az "I'll Be Your Shelter" is. A Straples Singers Respect Yourself című slágerüknek társszerzője volt.
Ingram 69 évesen 2007. március 19-én az Illinois állambeli Belleville város III. kórházában szívrohamban meghalt. Halála előtt évekig cukorbetegségben, és részleges vakságban szenvedett.

## További információ
- Hivatalos oldal
- Luther Ingram az Internet Movie Database-ben (angolul)
- Luther Ingram a Rotten Tomatoeson (angolul)